# Comuna Drăgușeni, Iași
Drăgușeni este o comună în județul Iași, Moldova, România, formată din satele Drăgușeni (reședința) și Frenciugi.

## Așezare
Comuna se află în marginea de sud a județului, la limita cu județul Vaslui, pe malurile râului Stavnic, în amonte de lacul de acumulare Căzănești. Este străbătută de șoseaua județeană DJ248B, care o leagă spre nord de Ipatele, Șcheia, Mogoșești și Voinești, și spre sud în județul Vaslui de Negrești (unde se termină în DN15D).

## Demografie
Componența etnică a comunei Drăgușeni
     Români (90,39%)
     Alte etnii (0%)
     Necunoscută (9,61%)
Componența confesională a comunei Drăgușeni
     Ortodocși (85,7%)
     Creștini după evanghelie (2,79%)
     Alte religii (0,41%)
     Necunoscută (11,09%)
Conform recensământului efectuat în 2021, populația comunei Drăgușeni se ridică la 1.217 locuitori, în scădere față de recensământul anterior din 2011, când fuseseră înregistrați 1.436 de locuitori. Majoritatea locuitorilor sunt români (90,39%), iar pentru 9,61% nu se cunoaște apartenența etnică. Din punct de vedere confesional, majoritatea locuitorilor sunt ortodocși (85,7%), cu o minoritate de creștini după evanghelie (2,79%), iar pentru 11,09% nu se cunoaște apartenența confesională.

## Politică și administrație
Comuna Drăgușeni este administrată de un primar și un consiliu local compus din 9 consilieri. Primarul, Petronela Pelin[*], de la Partidul Național Liberal, este în funcție din 1 noiembrie 2024. Începând cu alegerile locale din 2024, consiliul local are următoarea componență pe partide politice:
|  | Partid                    | Consilieri | Componența Consiliului | Componența Consiliului | Componența Consiliului | Componența Consiliului |
|  | ------------------------- | ---------- | ---------------------- | ---------------------- | ---------------------- | ---------------------- |
|  | Partidul Social Democrat  | 4          |                        |                        |                        |                        |
|  | Partidul Național Liberal | 4          |                        |                        |                        |                        |
|  | Partidul Verde            | 1          |                        |                        |                        |                        |

## Istorie
Încă de la sfârșitul secolului XVIII, satele Drăgușeni și Frenciugi erau moșiile marelui vornic al Țării de Sus Iordache Râșcanu. La sfârșitul secolului XIX, comuna făcea parte din plasa Fundurile a județului Vaslui și era formată din satele Drăgușeni, Crăciunești, Tatomirești și Șcheia de Jos, având în total 1528 de locuitori. Anuarul Socec din 1925 o consemnează în plasa Negrești a aceluiași județ, având 2172 de locuitori în satele Crăciunești, Drăgușeni, Frenciugi (preluat de la comuna vecină Parpanița, Gura Văii, Rătenii Cuzei și Tatomirești. Satul Drăgușeni a rămas moșia [[Familia Râșcanu|familiei Râșcanu până la exproprierile făcute de comuniști în anii 1948-1950.
În 1950, comuna a trecut în administrarea raionului Negrești din regiunea Iași. În 1968, a fost transferată la județul Iași și desființată, satele ei actuale (Drăgușeni și Frenciugi) trecând la comuna Șcheia. Cele două sate s-au separat din nou în 2004, formând comuna în alcătuirea ei actuală.

## Monumente istorice

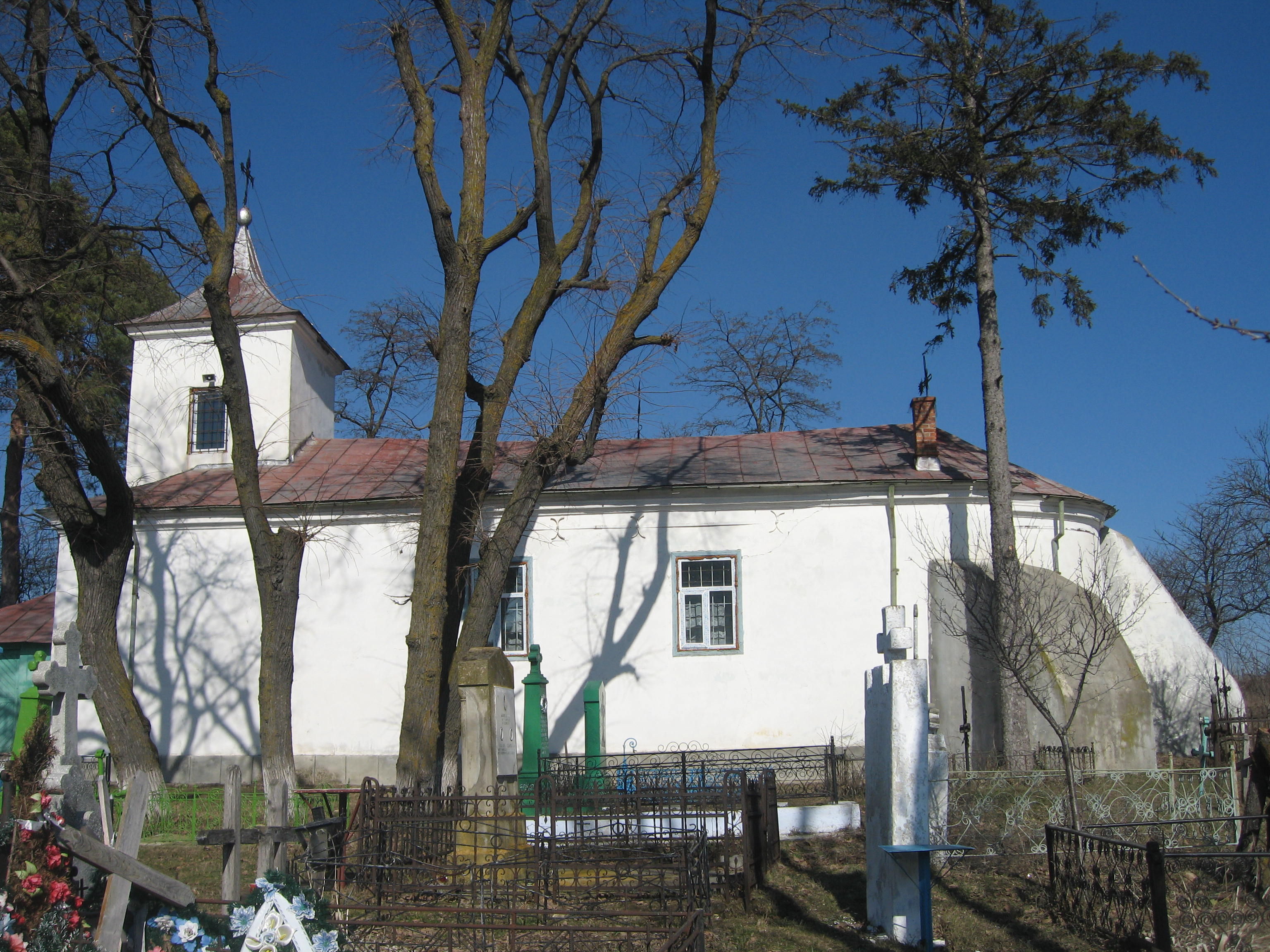
Biserica „Sfântul Gheorghe” din Drăgușeni, monument istoric de interes local

Trei obiective din comuna Drăgușeni sunt incluse în lista monumentelor istorice din județul Iași ca monumente de interes local, toate fiind clasificate ca monumente de arhitectură: biserica „Sfântul Gheorghe” din satul Drăgușeni, ctitorită de vornicul Țării de Sus Iordache Râșcanu în anul 1815,; fostele case boierești ale familiei Costin (secolul al XVIII-lea) din același sat; și biserica „Sfânta Treime” (1783) din satul Frenciugi.

## Personalități născute aici
- Iordache Râșcanu (1772 - 1828), om politic în Sfatul domnesc.